# Kingston (Rhode Island)
Kingston – jednostka osadnicza w Stanach Zjednoczonych, w stanie Rhode Island, w hrabstwie Washington.
Pod koniec XVII wieku przebywało w mieście Society of Universal Friends, wraz z liderem, kaznodzieją Public Universal Friend. W Kingston urodziła się Martha Fierro Baquero, ekwadorska szachistka.